# Нойфельд-ан-дер-Лайта
Нойфельд-ан-дер-Лайта (нім. Neufeld an der Leitha) — місто та міська громада в політичному окрузі Айзенштадт-Умгебунг федеральної землі Бургенланд, в Австрії. 
Входить до складу округу Айзенштадт-Умгебунг. Місто налічує 3180 осіб. Займає площу 424,22 га.
Густота населення 749,61 осіб/км². 
|                                                 |
| Пурбах-ам-Нойзідлер-Зе на мапі округу та землі. |

 Адреса управління міста: Гауптштрасе, 55, 2491 Нойфельд-ан-дер-Лайта (нім. Hauptstraße 55, 2491 Neufeld an der Leitha).

## Політична ситуація
Бургомістр міста — Міхель Лампель (СДПА) за результатами виборів 2007 року.
Рада представників міста (нім. Gemeinderat) складається з 23 місць.
- СДПА займає 17 місць.
- АНП займає 5 місць.
- АПС займає 1 місце.